# الشيخ سعدنا
الشيخ سعدنا سليمان مواليد 30 ديسمبر 1998 في موريتانيا، هو لاعب كرة قدم موريتاني يلعب حالياً في نادي بيشة السعودي.

## مسيرة اللاعب
لعب الشيخ سعدنا في نادي كونكورد قبل أن يشد الرحال إلى السعودية و لعب هناك في نادي الصقر ونادي جرش ونادي بيشة.